# Special Olympics Kolumbien
Special Olympics Kolumbien (englisch: Special Olympics Colombia) ist der kolumbianische Verband von Special Olympics International. Sein Ziel ist die Förderung von Sport für Menschen mit geistiger Beeinträchtigung und die Sensibilisierung der Gesellschaft für diese Mitmenschen. Außerdem betreut er die kolumbianischen Athletinnen und Athleten bei den Special Olympics Wettkämpfen.

## Geschichte
Special Olympics Kolumbien hat seinen Sitz in Bogotá.

## Aktivitäten
2015 waren 5.391 Athletinnen, Athleten und Unified Partner sowie 391 Trainer bei Special Olympics Kolumbien registriert.
Der Verband nahm 2016 an den Programmen Athlete Leadership, Family Support Network und Unified Sports teil, die von Special Olympics International ins Leben gerufen worden waren.

### Sportarten
Folgende Sportarten wurden 2016 vom Verband angeboten:
- Fußball (Special Olympics)
- Leichtathletik (Special Olympics)
- Reiten (Special Olympics)
- Schwimmen (Special Olympics)
- Tennis (Special Olympics)

### Teilnahme an Special Olympics World Games vor 2020
(Quelle: )
- 2011 Special Olympics World Summer Games, Athen
- 2015 Special Olympics World Summer Games, Los Angeles, USA (14 Athletinnen und Athleten)
- 2019 Special Olympics World Summer Games, Abu Dhabi (20 Athletinnen und Athleten)[2]

### Teilnahme an den Special Olympics World Summer Games 2023 in Berlin
Special Olympics Kolumbien nahm an den Special Olympics World Summer Games 2023 angekündigt. Die Delegation aus 33 Personen wurde vor den Spielen im Rahmen des Host Town Programms von Nordwalde und dem Kreis Steinfurt betreut. Das Team gewann bei diesen Weltspielen fünf Gold-, neun Silber- und sechs Bronzemedaillen.